# Probestau

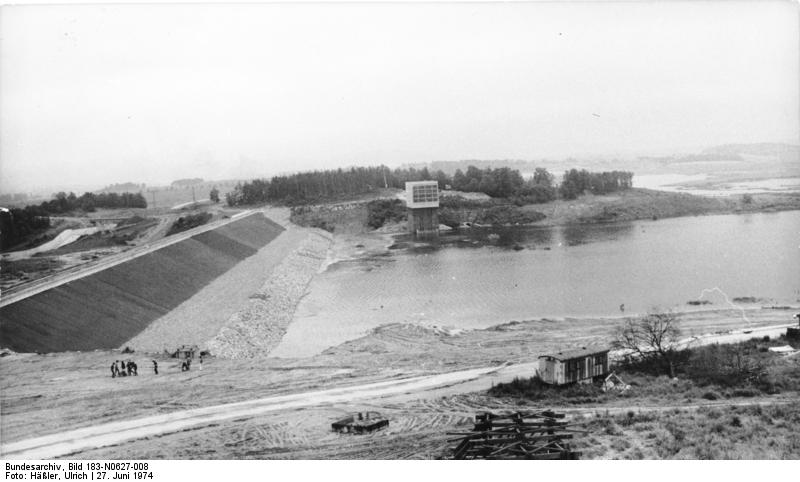
Probestau an der Talsperre Bautzen, Juni 1975

Der Probestau ist die erste probeweise Füllung einer Talsperre oder eines Wasserspeichers nach dessen Bau oder nach einer größeren Sanierungsmaßnahme. Dabei wird die Standsicherheit und Gebrauchstauglichkeit (Funktionsfähigkeit) des Absperrbauwerks, des Untergrundes und aller Betriebseinrichtungen unter Last nachgewiesen. Normalerweise geht der Probestau in mehreren Etappen bis zum Teilstau oder Vollstau, eventuell mit zwischenzeitlichen Absenkungen. Er kann mehrere Jahre dauern. Am Ende des Probestaus steht die Abnahme des Bauwerks.
Bei Beginn des Probestaus wird häufig eine Probestaukommission aus allen Beteiligten gebildet.
Alle Anlagenteile werden grundsätzlich bei leerem Becken vor Beginn des Einstaus überprüft. Bei großen Talsperren wird meistens mit dem Probestau und auch mit der Nutzung bereits begonnen, bevor das Absperrbauwerk vollständig fertig ist. Während des Probestaus wird das Verhalten des Bauwerks mit den verschiedenen Messeinrichtungen besonders intensiv überprüft.
Der Probestau wird abgeschlossen, wenn die Funktionsfähigkeit der Betriebseinrichtungen und die Sicherheit aller Anlagenteile nachgewiesen sind. Das Ergebnis wird in einem Abschlussbericht dokumentiert. Im Abschlussbericht sind auch Festlegungen für den künftigem Betrieb enthalten, außerdem die Bestandsunterlagen für das Bauwerk und die Betriebseinrichtungen, für die Mess- und Kontrolleinrichtungen, der Wasserwirtschaftsplan und die Stauinhalts- und Stauoberflächenlinie.